# هربرت هوبنر
هربرت هوبنر (انگلیسی: Herbert Hübner؛ ۶ فوریهٔ ۱۸۸۹ – ۲۷ ژانویهٔ ۱۹۷۲) یک هنرپیشه اهل آلمان بود. وی بین سال‌های ۱۹۲۱ تا ۱۹۶۶ میلادی فعالیت می‌کرد.
از فیلم‌ها یا برنامه‌های تلویزیونی که وی در آن نقش داشته است می‌توان به روتشیلدها، پاراسلسوس، درود بر مریم مقدس اشاره کرد.